# Centerton
Centerton est une municipalité américaine située dans le comté de Benton en Arkansas.

## Géographie
Selon le Bureau du recensement des États-Unis, la municipalité de Centerton s'étend en 2010 sur une superficie de 11,89 milles carrés (30,79 km2), dont 0,13 mille carré (0,34 km2) d'étendues d'eau.

## Histoire
La localité est fondée en janvier 1900 près d'une école méthodiste nommée Center Point. Elle adopte le nom de Centerton en raison de sa localisation au centre du comté de Benton (une autre Central Point existait déjà en Arkansas).
Centerton se développe grâce à son industrie de la pomme et prend le surnom de Apple Capital of the World. Elle devient une municipalité en 1914. Au milieu du XXe siècle, les vergers de la ville sont touchés par des maladies et le chemin de fer perd de son importance ; la communauté décroit. Elle retrouve la croissance en devenant une banlieue de Bentonville et Rogers.

## Démographie
Selon le recensement de 2010, Centerton compte 9 515 habitants ; en forte augmentation par rapport aux 491 habitants recensés en 1990. Sa population est estimée à 14 001 habitants au 1er juillet 2017.
| Groupe            | Centerton (2016) | Arkansas (2017) | États-Unis (2017) |
| ----------------- | ---------------- | --------------- | ----------------- |
| Blancs            | 87,2             | 79,3            | 76,6              |
| Asiatiques        | 4,0              | 1,6             | 5,8               |
| Afro-Américains   | 3,9              | 15,7            | 13,4              |
| Métis             | 3,2              | 2,1             | 2,7               |
| Océano-Américains | 0,4              | 0,3             | 0,2               |
| Amérindiens       | 0,2              | 1,0             | 1,3               |
|                   |                  |                 |                   |
| Hispaniques       | 8,8              | 7,6             | 18,1              |

Le revenu par habitant était en moyenne de 25 452 dollars par an entre 2012 et 2016, supérieur à la moyenne de l'Arkansas (23 401 dollars) mais inférieur à la moyenne nationale (29 829 dollars). Sur cette même période, 6,9 % des habitants de Centerton vivaient sous le seuil de pauvreté (contre 17,2 % dans l'État et 12,7 % à l'échelle des États-Unis).
| 1920 | 1930 | 1940 | 1950 | 1960 | 1970 |
| ---- | ---- | ---- | ---- | ---- | ---- |
| 212  | 206  | 219  | 200  | 177  | 312  |

| 1980 | 1990 | 2000  | 2010  | - | - |
| ---- | ---- | ----- | ----- | - | - |
| 425  | 491  | 2 146 | 9 515 | - | - |